# Георгіївська башта
Георгіївська башта — пам'ятка архітектури національного значення України (охор. № 010071/17), що належить до комплексу пам'яток Генуезької фортеці в Судаку. Згідно з Переліком об'єктів нерухомої спадщини Судацької фортеці Національного заповідника «Софія Київська», башта має порядковий номер 4. Споруджена в XIV—XV столітті.
Знаходиться в верхньому ярусі укріплень цитаделі, між Консульською і верхньою Безіменною баштами, з'єднана з ними стінами. На східній стіні — ніша з напівциркульною перемичкою і невелика плита, яку прикрашав колись вирізьблений барельєф із зображенням початково інтерпретованим, як вершник на коні — Георгій Змієборець (звідси і назва вежі). Але пізніші дослідження встановили, що барельєф зображав агнця. Проте, незважаючи на це, назва башти на честь святого Георгія залишилася незмінною.
Зі східного боку в стіні біля самої вежі влаштовані ворота: через них з міста в цитадель вела дорога, сліди якої збереглися. Ворота захищалися передвратним прямокутним в плані зі сторонами 3,7×6,6 м укріпленням. Поздовжня стіна укріплення прикривала ворота від обстрілу з боку міста.
Башта двоярусна, прямокутна в плані з вирізаним з боку воріт північно-східним кутом. У першому ярусі, перекритому склепінням, містилася каплиця. Тут збереглися сліди фрески із зображенням людської фігури в довгому розпростертому вбранні, яка витає в повітрі.
На схід від каплиці є некрополь. За археологічними дослідженнями, тіла померлих ховали в плитових саркофагах, за всіма християнськими обрядами. Ці поховання свідчать про приналежність померлих до тієї релігії, за якою проводилися богослужіння в каплиці. Поруч з вежею були знайдені залишки зруйнованих фундаментів невідомих будівель. Вважається, що ця місцевість в давнину була густо заселена і більше того, напевно в цих будинках, колись жила міська знать.
Другий ярус, відкритий з південного боку, має тільки три стіни, завершений зубцями-мерлонами. Перекриття другого ярусу було плоским дерев'яним, з балками, що спираються на уступ стін. У стінах на кожному ярусі є бійниці (разом — сім), зовні вмуровано кілька невеликих плит.
У 1969 році пам'ятку відреставровано: відновлені втрачені ділянки стін, відсутні зубці-мерлони, вхідний отвір і підлогу в капелі, закріплені залишки фресок.